# Tofik Bachramov
Tofik Bachramov (29. leden 1925, Ağcabədi – 26. březen 1993, Baku) byl ázerbájdžánský fotbalový rozhodčí.
Proslavil se svým rozhodnutím ve finále mistrovství světa roku 1966. V 8. minutě prodloužení finálového zápasu mezi Anglií a Německem vystřelil Angličan Geoff Hurst a jeho střela se odrazila od břevna k brankové čáře, načež míč vlétl zpět do hřiště. Švýcarský rozhodčí Gottfried Dienst si nebyl jist, zda míč přešel brankovou čáru a tak se přiběhl poradit k asistentovi na čáře, jímž byl právě Bachramov. Na jeho radu gól uznal. Moment patří k nejdiskutovanějším v dějinách světových šampionátů a fotbalu vůbec. Protože Bachramov byl tehdy nominován Sovětským svazem a uznal gól válečného spojence Anglie proti společnému nepříteli Německu, bylo často jeho rozhodnutí komentováno jako „poslední akt druhé světové války“ či „druhý Stalingrad“.
V Ázerbájdžánu je Bachramov ctěn jako velká osobnost, byl po něm pojmenován národní stadion v Baku a má v Baku i bronzovou sochu. Je prvním rozhodčím na světě, po němž se jmenuje fotbalový stadion.